# Aloe aculeata
Aloe aculeata es una especie del género Aloe, originaria de Sudáfrica.

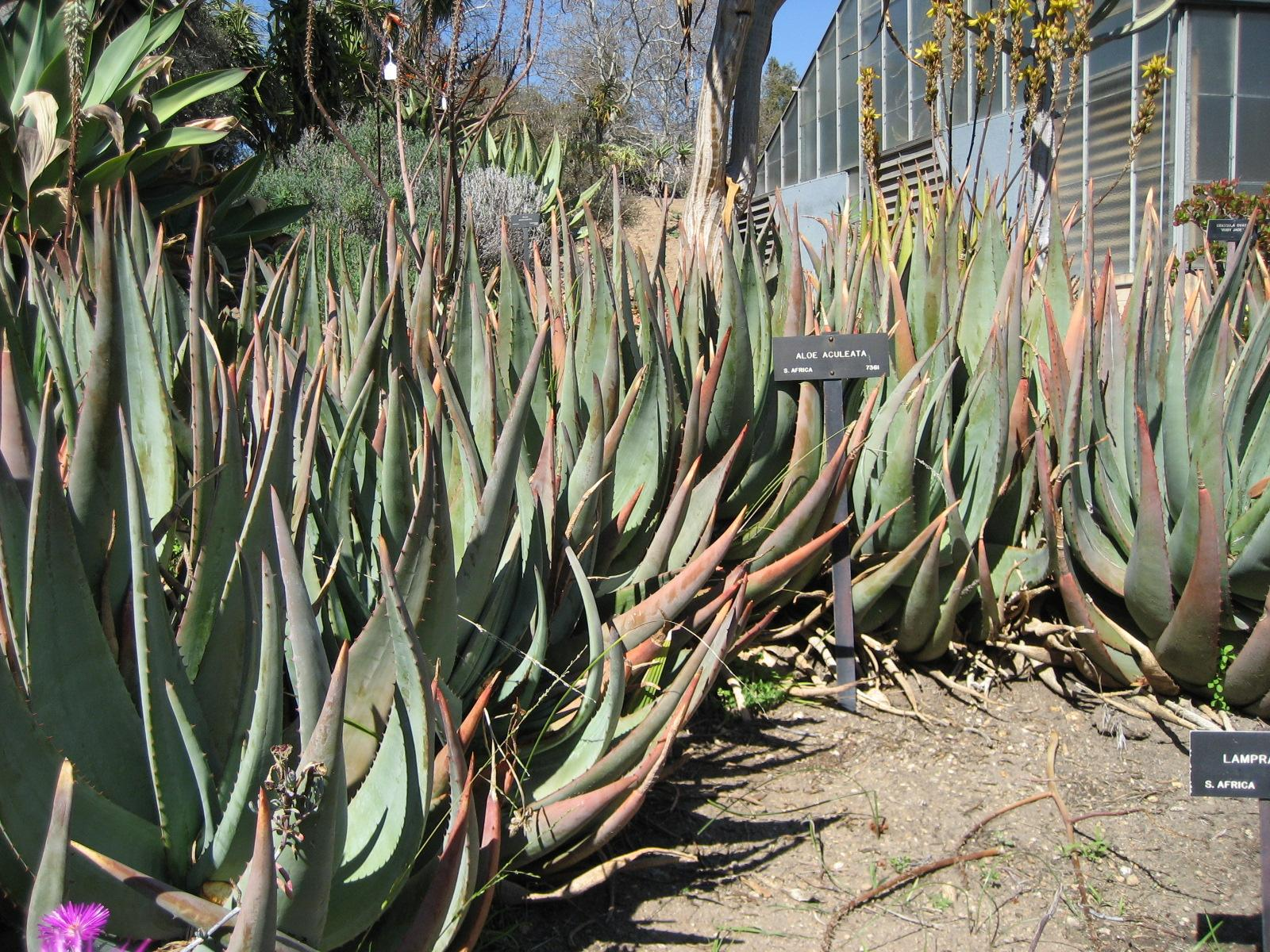
Vista de plantas agrupadas

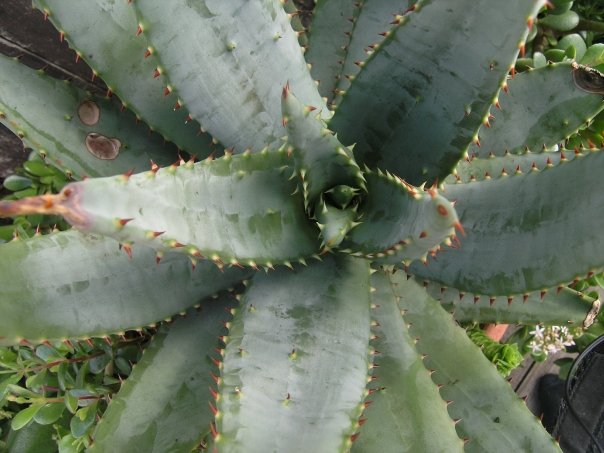
Vista por arriba de las hojas

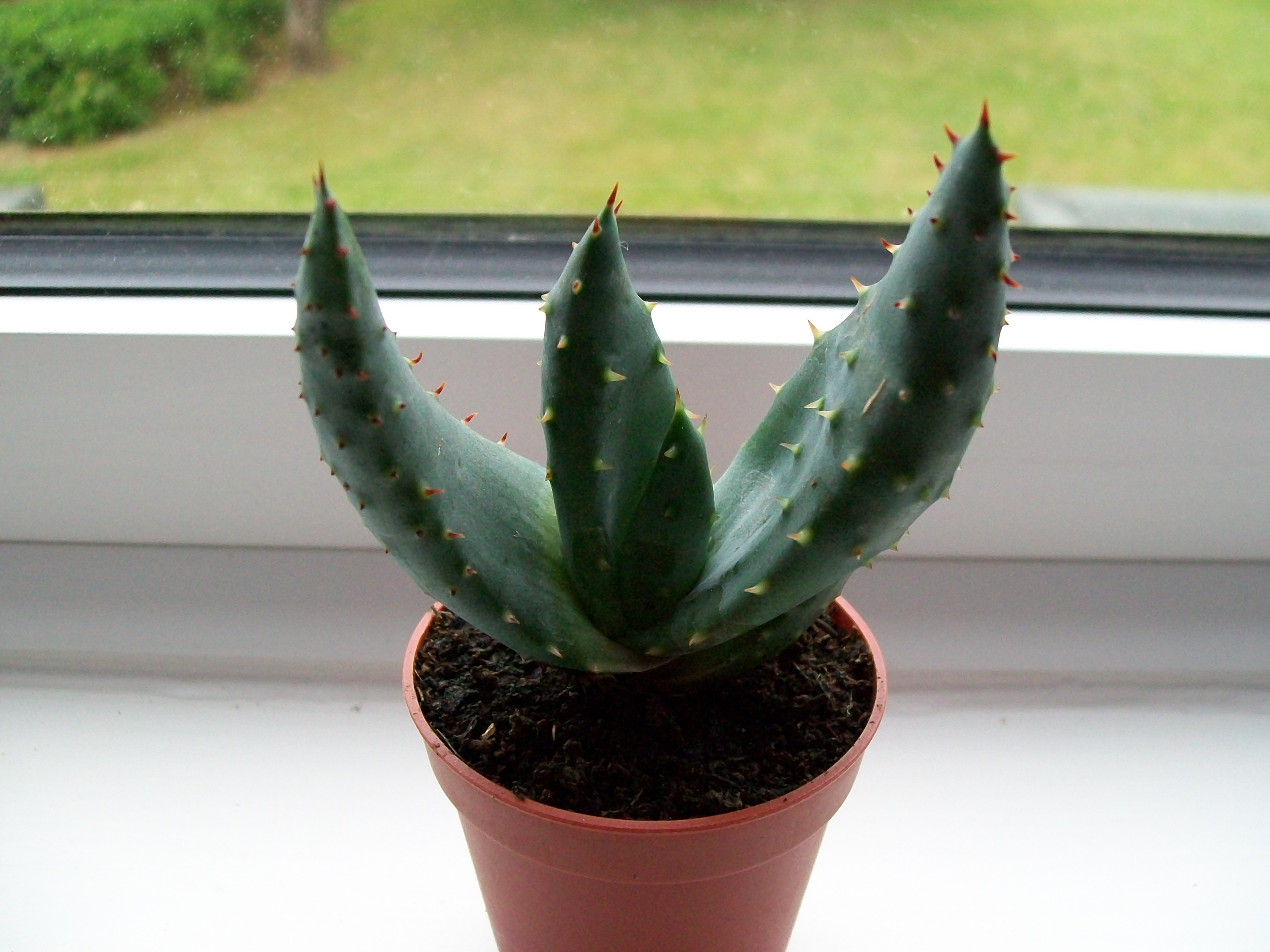
Como planta ornamental

## Descripción
Especie de tallo único, con hojas dispuestas en roseta de entre 0,60 a 1 metro de alto y 30 cm (-100) de ancho. Las hojas son largas y bastante anchas en la base (unos 12 cm), de color verde, curvadas hacia el interior y de forma redondeada, aunque con la edad van abriéndose. Los márgenes están  festoneados por espinas triangulares de color marrón rojizo. Una característica distintiva de la hoja es la presencia de numerosas espinas en la superficie externa. 
Las plantas jóvenes emiten una única inflorescencia sobre un tallo de 1 m; con la edad esta suele estar dividida en tres o cuatro ramas. Cada racimo es largo y estrecho, y disminuye gradualmente hacia el ápice. Las flores (4 cm de longitud) son tubulares y se inclinan hacia abajo, lo que la distingue de otras especies sudafricanas. Algunos especímenes son de un solo color mientras que otros son bicolores. Varían del rojo al naranja, o del rojo al amarillo. Florece (en el hemisferio norte).
Esta especie es fácilmente identificable  por las singulares espinas que surgen en la cara externa de las hojas en forma de protuberancia blanca. Cuando no está en flor puede confundirse con Aloe peglerae, sin embargo, se diferencia de esta en la presencia de espinas en ambas caras foliares, característica exclusiva de A. peglerae.

## Distribución y hábitat
Su hábitat natural son zonas de Sudáfrica. Aloe aculeata se pueden encontrar en varias zonas de la Provincia de Limpopo y en el extremo norte de Mpumalanga y se extiende por Zimbabue. Crece en zonas rocosas, de matorral abierto y en praderas.

## Taxonomía
Aloe aculeata fue descrita por Illtyd Buller Pole-Evans y publicado en Transactions of the Royal Society of South Africa 5: 34. 1915.
Etimología
Ver: Aloe
aculeata: epíteto latino  que significa "con espinas".